# روي وليامز (كاتب)
روي وليامز (بالإنجليزية: Roy Williams)  (و. 1950  م) هو مدرب كرة سلة، وكاتب سيناريو، من الولايات المتحدة، ولد في ماريون، كارولاينا الشمالية، شارك في الألعاب الأولمبية الصيفية 2004، يلعب كلاعب هجوم خلفي.

## التعليم
تعلم في جامعة ولاية كارولينا الشمالية في تشابل هيل.

## روابط خارجية
- روي وليامز على موقع قاعة المشاهير الجامعة الوطنية لكرة السلة (الإنجليزية)
- روي وليامز على موقع كلية كرة السلة في سبورتس رفرنس.كوم (الإنجليزية)
- روي وليامز على موقع قاعة كارولاينا الشمالية للمشاهير الرياضية (الإنجليزية)